# Jonathan Gradit
Jonathan Gradit (ur. 24 listopada 1992 w Talence) – francuski piłkarz występujący na pozycji obrońcy we francuskim klubie RC Lens. Wychowanek Bordeaux, w trakcie swojej kariery grał także w takich zespołach, jak Aviron Bayonnais, Tours oraz Caen.